# Scotinotylus castoris
Scotinotylus castoris là một loài nhện trong họ Linyphiidae.
Loài này thuộc chi Scotinotylus. Scotinotylus castoris được Ralph Vary Chamberlin miêu tả năm 1949.